# 佩朗希站
佩朗希站是法国的一个铁路车站，位于法国北部市镇佩朗希。

## 位置
佩朗希站位于佩朗希市区的南部。车站大致呈东西走向，正门开口朝南，通过车站路（法語：rue de la Gare）连接省道D654线。

## 停靠线路
以下列车线路在佩朗希站停靠：
| 佩朗希站列车线路表            |                     |               |              |              |
| 线路                          | 车种                | 上一站        | 下一站       | 大致运行频率 |
| 里尔—阿兹布鲁克/加来/敦刻尔克 | TER Hauts-de-France | 里尔/圣昂德雷 | 阿尔芒蒂耶尔 | 每天13趟左右 |
| 里尔—阿尔芒蒂耶尔             | TER Hauts-de-France | 圣昂德雷      | 阿尔芒蒂耶尔 | 每天7趟左右  |
| 1.                            |                     |               |              |              |

## 配套交通

### 长途客车
佩朗希站附近暂无固定的长途客车路线。当铁路线施工或罢工时，SNCF可能会提供途径该线路沿途站点的大巴车，上下车地点位于公交车站处，其车票可与SNCF的同线路车票通用。

### 城市公共交通
| 佩朗希站附近的市内公共交通线路 |                      | |
| 公交车站名称                   | 位置                 | 停靠线路 |
| 佩朗希火车站                   | 佩朗希站 正前方100米 | 54 里尔-邮局门 ↔ 佩朗希-欧洲 75 洛姆-圣菲利贝尔 ↔ 科米讷-瓦尔讷通-瓦尔讷通 76 洛姆-圣菲利贝尔 ↔ 德勒河畔凯努瓦-白门 |
| 1.                             |                      | |

## 临近车站
| 佩朗希站（Gare de Pérenchies） |                |                        |
| 上行车站                       | 线路           | 下行车站               |
| 圣昂德雷站 5.2km ←             | 里尔－加来铁路 | 阿尔芒蒂耶尔站 → 7.2km |
| - 本表仅显示运营中的线路及车站 |                |                        |